# Equipació del Club Alianza Lima
L'equipació del Club Alianza Lima és la utilitzada pels seus jugadors i jugadores a les competicions. Els colors del club són el blau marí i el blanc a franges verticals amb pantalons i mitjons blau marí. La uniforme reserva va variant però habitualment s'usa el blau marí o el blanc. Durant el mes d'octubre, com a homenatge al Crist de Pachacamilla, Señor de los Milagros, sant patró del club, els colors són canviats adoptant-ne el morat i blanc, color associat a la imatge del sant i a la seva processó.

## Patrocini
| Període   | Empresa subministradora de roba |
| --------- | ------------------------------- |
| 1987-1988 | Puma                            |
| 1989-1994 | Calvo                           |
| 1995      | Polmer                          |
| 1996      | Adidas                          |
| 1997      | Kappa                           |
| 1998      | Penalty                         |
| 1999–2003 | Walon                           |
| 2004      | Fila                            |
| 2005–2010 | Marathon                        |
| 2011–     | Nike                            |

## Cronologia

### Primera
| 1901 | 1901-1911 | 1911 - 1925 | 1925-1940 | 1960-1980 | 1960-1980 | 1980-2000 | 2001 |
| 2002 | 2003      | 2004        | 2005      | 2006      | 2007      | 2008      | 2009 |
| 2010 | 2011      | 2012        | 2013      | 2014      | 2015      | 2016      | 2017 |
| 2018 | 2019      | 2020        | 2021      | 2022      | 2023      |           |      |

### Segona
| 1964 | 1992 | 2001 | 2002 | 2004 | 2005 | 2006 | 2007-2008 |
| 2009 | 2010 | 2011 | 2012 | 2013 | 2014 | 2015 | 2016      |
| 2017 | 2018 | 2019 | 2020 | 2021 | 2022 | 2023 |           |

### Morat
| 1971-2000 | 2001 | 2002 | 2003 | 2004 | 2005 | 2006 | 2007 |
| 2008      | 2009 | 2010 | 2011 | 2012 | 2013 | 2014 | 2015 |
| 2016      | 2017 | 2018 | 2019 | 2020 | 2021 | 2022 |      |